# Monthemtaui
Monthemtaui war ein altägyptischer Schatzhausvorsteher der 20. Dynastie, der unter Ramses IV. und Ramses V. diente.
Er tauchte zum ersten Mal am Ende der Regierung von Ramses III. auf.
Im zweiten Jahr der Regierungszeit von Ramses IV. begleitete er den Wesir Neferrenpet nach Deir el-Medina, um die Arbeitskräfte der Nekropole auf 120 Mann zu verdoppeln.
In der Regierungszeit von Ramses IV. ist er dann nochmal für das 3. Jahr belegt.
Auf dem Papyrus Wilbour ist er im Jahr 4 von Ramses V. als nördlicher Schatzhausvorsteher bezeugt und wird dort zusammen mit Chaemtir genannt.
Ein letzter Beleg stammt möglicherweise aus dem Jahr 3 von Ramses VI.
Aus seiner Zeit unter Ramses IV. stammt eine kleine Votivstele, auf der er die Göttin Meretseger verehrt.
Die Stele wurde in der Siedlung auf dem Gebirgspass zwischen Deir el-Medina und dem Tal der Könige errichtet.
Neben seinem Titel „Imi-ra-per-hedj“ (Schatzhausvorsteher) wird er – im Gegensatz zu Chaemtir – auch mindestens einmal als „Sesch-nesu Imi-ra-per-hedj“ (Königlicher Schreiber [und] Schatzhausvorsteher) erwähnt.